# Catechol-O-Methyltransferase
Die Catechol-O-Methyltransferase (Gen: COMT) ist ein Enzym, das verschiedene Catecholamine, darunter natürliche Botenstoffe und neuroaktive Arzneistoffe, O-methyliert und damit inaktiviert und dem Abbau zuführt. Es ist Teil des Katecholamin-Abbaus und des Fremdstoffmetabolismus. COMT ist in allen Lebewesen zu finden und wird insbesondere im Gehirn, in der Leber und Plazenta, sowie in Lymphozyten und Erythrozyten exprimiert. Beim Menschen gibt es zwei Isoformen der COMT: MB-COMT ist membrangebunden und S-COMT (der die ersten 50 Aminosäuren fehlen) frei beweglich.
COMT wurde vom US-amerikanischen Biochemiker Julius Axelrod entdeckt.

## Funktion

Abbau von Dopamin mit Beteiligung der Catechol-O-Methyltransferase

COMT deaktiviert insbesondere in den sympathischen Nervenenden das Noradrenalin, das Adrenalin und das Dopamin. Die Inaktivierung dieser Neurotransmitter erfolgt durch Übertragung einer Methylgruppe vom S-Adenosylmethionin (SAM) auf eine phenolische Hydroxygruppe durch die Catechol-O-Methyltransferase, an die sich die oxidative Desaminierung durch die Monoaminooxidase (MAO) anschließt.
Die COMT metabolisiert – ebenfalls durch Methylierung – auch verschiedene Arzneistoffe, so wie die in der Therapie des Morbus Parkinson verwendeten Verbindungen Levodopa und Dopamin. Um diese Deaktivierung auszuschalten, wurden COMT-Hemmer entwickelt.

## Pathologie
COMT-Polymorphismen, also das Auftreten von Genvarianten, werden mit einer Reihe von psychischen Veränderungen wie Angststörungen und Schizophrenie, aber auch speziell Essstörungen und Übergewicht in Verbindung gebracht. Diese Zusammenhänge, sowie auch die Rolle der COMT in der Verarbeitung von Schmerzen, werden derzeit erforscht. Die Ergebnisse zur Schizophrenie sind widersprüchlich.
Umweltgifte, aber auch die Soja-Inhaltsstoffe Daidzein und Genistein, können die COMT blockieren und so zu einer Ansammlung von Abbauprodukten mit folgenden Schäden am Organismus beitragen.
In einer retrospektiven Studie konnte gezeigt werden, dass Patienten mit einer erniedrigten COMT-Aktivität häufiger einen Schock bei Bypassoperationen erleiden und ein höheres Sterblichkeitsrisiko während der Operation haben.
Präeklampsie ist mit COMT-Mangel assoziiert.